# Belgische kampioenschappen atletiek 1937
In 1937 werden de Belgische kampioenschappen atletiek Alle Categorieën voor mannen gehouden op 25 juli en 1 augustus in het Heizelstadion te Brussel. De 3000 m steeple vond op 29 augustus plaats in Schaarbeek. Tijdens deze kampioenschappen verbeterde Jean Chapelle het Belgisch record van Pierre Bajart op de 10.000 m tot 31.34,0 en Émile Binet dat van het hink-stap-springen naar 13,095 m.
De kampioenschappen voor vrouwen werden op 18 juli gehouden in Schaarbeek. De 80 m horden werd gehouden op 1 augustus tijdens de Internationale Meeting in Schaarbeek. Jeanne Pousset verbeterde tijdens deze kampioenschappen het Belgisch record over de 800 m met meer dan drie seconden.

## Uitslagen

### 100 m
| rang   | atleet           | prestatie |
| ------ | ---------------- | --------- |
| Goud   | Louis Dechenne   | 11,1 s    |
| Zilver | Dieudonné Guthy  | 11,2 s    |
| Brons  | Ludo Keirsmakers | 11,7 s    |

| rang   | atlete            | prestatie |
| ------ | ----------------- | --------- |
| Goud   | Anna Van Rossum   | 13,2 s    |
| Zilver | Catherine Stevens |           |
| Brons  | Juliette Segers   |           |

### 200 m
| rang   | atleet            | prestatie |
| ------ | ----------------- | --------- |
| Goud   | Félix Thelismar   | 22,8 s    |
| Zilver | Dieudonné Guthy   | 22,8 s    |
| Brons  | Raymond Geirnaert | 23,4 s    |

| rang   | atlete          | prestatie |
| ------ | --------------- | --------- |
| Goud   | Anna Van Rossum | 27,8 s    |
| Zilver | Juliette Segers | op 3 m    |
| Brons  | Mimi Simon      |           |

### 400 m
| rang   | atleet        | prestatie |
| ------ | ------------- | --------- |
| Goud   | Jan Verhaert  | 50,5 s    |
| Zilver | Piet Smet     | 50,5 s    |
| Brons  | Jules Famenne | 51,1 s    |

### 800 m
| rang   | atleet            | prestatie |
| ------ | ----------------- | --------- |
| Goud   | René Geeraert     | 1.58,5    |
| Zilver | Edouard Delflosse | 2.01,6    |
| Brons  | Cleiren           | 2.01,6    |

| rang   | atlete           | prestatie   |
| ------ | ---------------- | ----------- |
| Goud   | Jeanne Pousset   | 2.25,0 (NR) |
| Zilver | Germaine Lormiez |             |
| Brons  |                  |             |

### 1500 m
| rang   | atleet           | prestatie |
| ------ | ---------------- | --------- |
| Goud   | Joseph Mostert   | 4.07,8    |
| Zilver | Cyrille De Vuyst | 4.09,6    |
| Brons  | Marcel Rajon     |           |

### 5000 m
| rang   | atleet         | prestatie |
| ------ | -------------- | --------- |
| Goud   | Jan Chapelle   | 15.17,8   |
| Zilver | Bert Hermans   | 15.44,0   |
| Brons  | Ward Schroeven | 15.54,8   |

### 10.000 m
| rang   | atleet              | prestatie    |
| ------ | ------------------- | ------------ |
| Goud   | Jan Chapelle        | 31.34,0 (NR) |
| Zilver | Frans Van der Steen | 32.25,2      |
| Brons  | Albert Donfut       | 32.39,0      |

### 110 m horden/80 m horden
| rang   | atleet      | prestatie |
| ------ | ----------- | --------- |
| Goud   | Émile Binet | 15,8 s    |
| Zilver | Van Dieren  | 16,6 s    |
| Brons  | Jef Lekens  | 17,2 s    |

| rang   | atlete            | prestatie |
| ------ | ----------------- | --------- |
| Goud   | Catherine Stevens | 15,6 s    |
| Zilver | Mariën            |           |
| Brons  | Raes              |           |

### 200 m horden
| rang   | atleet            | prestatie |
| ------ | ----------------- | --------- |
| Goud   | Henri Regemeutter | 26,3 s    |
| Zilver | Jef Lekens        | 27,7 s    |
| Brons  | Van Schevensteen  | 28,7 s    |

### 400 m horden
| rang   | atleet            | prestatie |
| ------ | ----------------- | --------- |
| Goud   | Jules Bosmans     | 56,2 s    |
| Zilver | Henri Regemeutter | 57,0 s    |
| Brons  | Frans Tombeur     | op 4 m    |

### 3000 m steeple
| rang   | atleet         | prestatie |
| ------ | -------------- | --------- |
| Goud   | Jan Chapelle   | 9.32,4    |
| Zilver | Bert Hermans   | 9.50,0    |
| Brons  | Pierre Willems | 10.01,4   |

### Verspringen
| rang   | atleet         | prestatie |
| ------ | -------------- | --------- |
| Goud   | Émile Binet    | 7,04 m    |
| Zilver | Albert Arnould | 6,57 m    |
| Brons  | René De Vilder | 6,535 m   |

| rang   | atlete            | prestatie |
| ------ | ----------------- | --------- |
| Goud   | Catherine Stevens | 4,91 m    |
| Zilver | Beelen            | 4,83 m    |
| Brons  | Elise Vantruijen  | 4,64 m    |

### Hink-stap-springen
| rang   | atleet         | prestatie |
| ------ | -------------- | --------- |
| Goud   | Émile Binet    | 13,095 m  |
| Zilver | René De Vilder | 13,035 m  |
| Brons  | Pierre Famel   | 12,93 m   |

### Hoogspringen
| rang   | atleet                        | prestatie |
| ------ | ----------------------------- | --------- |
| Goud   | Adhémar Delcoigne             | 1,75 m    |
| Zilver | François Chartier             | 1,70 m    |
| Brons  | Eugène Lecocq Maurice Couraux | 1,65 m    |

| rang   | atlete                  | prestatie |
| ------ | ----------------------- | --------- |
| Goud   | Catherine Stevens       | 1,50 m    |
| Zilver | Elise Vantruijen        | 1,35 m    |
| Brons  | P. De Troch Lucie Petit | 1,25 m    |

### Polsstokhoogspringen
| rang   | atleet                 | prestatie |
| ------ | ---------------------- | --------- |
| Goud   | Louis Mulkens          | 3,40 m    |
| Zilver | Maurice Henrijean      | 3,30 m    |
| Brons  | François Van Audenrode | 3,30 m    |

### Kogelstoten
| rang   | atleet           | prestatie |
| ------ | ---------------- | --------- |
| Goud   | René Vandevoorde | 13,19 m   |
| Zilver | Auguste Vos      | 12,575 m  |
| Brons  | Fernand Mingels  | 11,85 m   |

| rang   | atlete          | prestatie |
| ------ | --------------- | --------- |
| Goud   | Lucie Petit     | 7,88 m    |
| Zilver | Anna Van Rossum | 7,04 m    |
| Brons  | Mimi Simon      | 6,27 m    |

### Discuswerpen
| rang   | atleet           | prestatie |
| ------ | ---------------- | --------- |
| Goud   | Auguste Vos      | 40,32 m   |
| Zilver | René Vandevoorde | 38,45 m   |
| Brons  | Albert Arnould   | 37,10 m   |

| rang   | atlete         | prestatie |
| ------ | -------------- | --------- |
| Goud   | Jenny Toitgans | 31,54 m   |
| Zilver | Lucie Petit    | 25,40 m   |
| Brons  | Jeanne Pousset | 22,88 m   |

### Speerwerpen
| rang   | atleet          | prestatie |
| ------ | --------------- | --------- |
| Goud   | Jules Herremans | 57,96 m   |
| Zilver | Arthur Fontaine | 52,55 m   |
| Brons  | Gaston Etienne  | 51,41 m   |

| rang   | atlete              | prestatie |
| ------ | ------------------- | --------- |
| Goud   | Jeanne van Kesteren | 34,00 m   |
| Zilver | Jenny Toitgans      | 23,98 m   |
| Brons  | S. Raes             | 17,25 m   |

1889 · 
1890 · 
1891 · 
1892 · 
1893 · 
1894 · 
1895 · 
1896 · 
1897 · 
1898 · 
1899 · 
1900 · 
1901 · 
1902 · 
1903 · 
1904 · 
1905 · 
1906 ·
1907 ·
1908 · 
1909 · 
1910 · 
1911 · 
1912 · 
1913 · 
1914 · 
1919 · 
1920 · 
1921 · 
1922 · 
1923 · 
1924 · 
1925 · 
1926 · 
1927 · 
1928 · 
1929 · 
1930 · 
1931 · 
1932 · 
1933 · 
1934 · 
1935 · 
1936 · 
1937 · 
1938 · 
1939 · 
1940 · 
1941 · 
1942 · 
1943 · 
1944 · 
1945 · 
1946 · 
1947 · 
1948 · 
1949 · 
1950 · 
1951 · 
1952 · 
1953 · 
1954 · 
1955 · 
1956 · 
1957 · 
1958 · 
1959 · 
1960 · 
1961 · 
1962 · 
1963 · 
1964 · 
1965 · 
1966 · 
1967 · 
1968 · 
1969 · 
1970 · 
1971 · 
1972 · 
1973 · 
1974 · 
1975 · 
1976 · 
1977 · 
1978 · 
1979 · 
1980 · 
1981 · 
1982 · 
1983 · 
1984 · 
1985 · 
1986 · 
1987 · 
1988 · 
1989 · 
1990 · 
1991 · 
1992 · 
1993 · 
1994 ·
1995 · 
1996 · 
1997 · 
1998 · 
1999 · 
2000 · 
2001 · 
2002 · 
2003 · 
2004 · 
2005 · 
2006 · 
2007 · 
2008 · 
2009 · 
2010 · 
2011 · 
2012 · 
2013 · 
2014 · 
2015 · 
2016 · 
2017 · 
2018 · 
2019 · 
2020 · 
2021 · 
2022 · 
2023 · 
2024